# Nyängestjärnen (Kalls socken, Jämtland)
Nyängestjärnen är en sjö i Åre kommun i Jämtland och ingår i Indalsälvens huvudavrinningsområde.